# NGC 4248
NGC 4248 је спирална галаксија у сазвежђу Ловачки пси која се налази на NGC листи објеката дубоког неба.
Деклинација објекта је + 47° 24' 33" а ректасцензија 12h 17m 50,4s. Привидна величина (магнитуда) објекта NGC 4248 износи 12,4 а фотографска магнитуда 13,2. Налази се на удаљености од 7,3000 милиона парсека од Сунца. NGC 4248 је још познат и под ознакама UGC 7335, MCG 8-22-99, CGCG 244-1, CGCG 243-64, PGC 39461.